# Actorthia flavipennis
Actorthia flavipennis är en tvåvingeart som först beskrevs av Krober 1912.  Actorthia flavipennis ingår i släktet Actorthia och familjen stilettflugor. Inga underarter finns listade i Catalogue of Life.